# Cryphaea apiculata
Cryphaea apiculata là một loài Rêu trong họ Cryphaeaceae. Loài này được Schimp. miêu tả khoa học đầu tiên năm 1850.